# Breaking the Taboo
Breaking the Taboo ist ein Dokumentarfilm über den sogenannten Krieg gegen Drogen (war on drugs) aus dem Jahr 2011. Der Film erzählt die Geschichte des war on drugs, beginnend mit dem Einheitsabkommen der Vereinten Nationen über Suchtstoffe von 1961 und diskutiert die 2011 von der Global Commission on Drug Policy abgegebenen Empfehlungen für eine Reform der Drogenpolitik und ihr Fazit, dass „der Krieg gegen die Drogen gescheitert“ sei.
Die Dokumentation beinhaltet Interviews mit einer Reihe ehemaliger Staatschefs, darunter die US-Präsidenten Bill Clinton und Jimmy Carter, Brasiliens Präsident Fernando Henrique Cardoso und Präsidenten von Kolumbien, der Schweiz, Norwegen und Mexiko. Gedreht in 18 Städten weltweit, kommen in Breaking the Taboo viele Betroffene des weltweiten war on drugs wie Polizeibeamte, Strafgefangene und resozialisierte Drogenabhängige zu Wort. Der Film zeigt Bildmaterial aus der ganzen Welt: von Coca-Plantagen der FARC im kolumbianischen Dschungel über Amsterdamer Coffeeshops, von der Opiumproduktion in Afghanistan und aus dem US-amerikanischen Gefängnissystem. Der drogenpolitische Aktivist Anthony Papa wird im Film mit der Aussage zitiert: „Wenn man Drogenkonsum nicht einmal in einem Hochsicherheitsgefängnis einschränken kann, wie sollte man dann Drogen in einer freien Gesellschaft unter Kontrolle halten?“.
Breaking the Taboo wurde zuerst 2011 in Brasilien als Quebrando o Tabu veröffentlicht. Für den amerikanischen und europäischen Markt wurde der Film in Kooperation mit der Produktionsfirma Current Sponge, geleitet von Sam Branson, Sohn des Unternehmers Richard Branson, adaptiert. Die englische Version des Films wurde am 7. Dezember 2012 via YouTube veröffentlicht. Ein Addendum am Ende des Films verweist auf die Ende des Jahres 2012 durch Volksentscheide beschlossene Legalisierung von Cannabis in den US-Staaten Washington und Colorado.

## Rezeption
Nach seiner Veröffentlichung regte der Film Debatten in brasilianischen Medien, Schulen und dem brasilianischen Kongress an. Das Magazin Veja veröffentlichte einen neunseitigen Artikel über den Film und nannte ihn „einen akribisch gefertigten Report, hergestellt über zwei Jahre mit 168 Interviews mit teilweise hochkarätigen Persönlichkeiten wie Bill Clinton, Jimmy Carter, Drauzio Varella, und Gael García Bernal“. Die Fernsehsendung Fantástico von Rede Globo, Brasiliens größtem Sendernetz, zeigte einen achtminütigen Report über den Film und befragte danach die Zuschauer zu dem Thema: 57 % stimmten dabei für die Entkriminalisierung. Das Magazin Trip veröffentlichte eine Titelgeschichte über den Film. Die Zeitung Folha de S. Paulo schrieb, dass der Film „einen konsistenten Argumentationsstrang hat, welcher nicht unbedingt dem alltäglichen Verständnis folgt“. Der Film wurde auch in der britischen Zeitung The Guardian besprochen: „Die Dokumentation wirft Licht auf die Tücken, ein Thema zu diskutieren welches derart von Ideologie getrübt ist und fordert ein Ende der Stigmatisierung der Debatte. Er trumpft auf, durch die Unterstützung etlicher ehemaliger Weltführer wie Bill Clinton und Jimmy Carter.“